# Michał Chomętowski
Michał Chomętowski (lub Chomentowski) herbu Junosza (zm. 8 czerwca 1794) – pułkownik wojsk polskich, jeden z przywódców Związku Rewolucyjnego podczas insurekcji kościuszkowskiej.
W latach 1770–1772 był uczniem Szkoły Rycerskiej. W 1782 mianowany sztynkjunkrem, w 1784 podporucznikiem a w 1790 – porucznikiem. Jako sztabskapitan w 1792 wziął udział w wojnie polsko-rosyjskiej.
Za udział w bitwie pod Zieleńcami odznaczony krzyżem kawalerskim Orderu Virtuti Militari i wszedł w skład kapituły tego odznaczenia. 26 czerwca objął dowództwo 2 Pułku Wiernych Kozaków. Został adiutantem księcia Józefa Poniatowskiego. Po przystąpieniu króla Stanisława Augusta do konfederacji targowickiej wziął dymisję w stopniu majora. Wsławił się publicznym pobiciem targowickiego majora Dembińskiego. Zmuszony był wyjechać z kraju i udał się do Paryża.
W kwietniu 1794 wziął czynny udział w insurekcji warszawskiej podczas insurekcji kościuszkowskiej. Został członkiem klubu jakobinów i przygotowywał wieszanie zdrajców w Warszawie 9 maja 1794. Aresztowany przez Jana Kilińskiego. Uwolniony, zmuszony został do opuszczenia stolicy. Następnie dowodził w stopniu pułkownika artylerią w korpusie generała Józefa Zajączka aż do bitwy pod Chełmem 8 czerwca 1794, podczas której poległ gdy rosyjski pocisk armatni urwał mu głowę.